# Ліберті (селище, Нью-Йорк)
Ліберті (англ. Liberty) — селище (англ. village) в США, в окрузі Салліван штату Нью-Йорк. Населення — 4700 осіб (2020).

## Географія
Ліберті розташоване за координатами 41°47′48″ пн. ш. 74°44′36″ зх. д. / 41.79667° пн. ш. 74.74333° зх. д. (41.796593, -74.743195).  За даними Бюро перепису населення США в 2010 році селище мало площу 6,75 км², з яких 6,74 км² — суходіл та 0,01 км² — водойми.

## Демографія
Згідно з переписом 2010 року, у селищі мешкали 4392 особи в 1770 домогосподарствах у складі 970 родин. Густота населення становила 651 особа/км².  Було 2163 помешкання (320/км²).
Расовий склад населення:
| - 66,5 % — білих - 14,9 % — чорних або афроамериканців - 1,8 % — азіатів - 0,8 % — корінних американців - 11,4 % — осіб інших рас |

До двох чи більше рас належало 4,6 %. Частка іспаномовних становила 25,1 % від усіх жителів.
За віковим діапазоном населення розподілялося таким чином: 24,1 % — особи молодші 18 років, 60,7 % — особи у віці 18—64 років, 15,2 % — особи у віці 65 років та старші. Медіана віку мешканця становила 37,7 року. На 100 осіб жіночої статі у селищі припадало 93,4 чоловіків;  на 100 жінок у віці від 18 років та старших — 91,8 чоловіків також старших 18 років.
Середній дохід на одне домашнє господарство  становив 55 376 доларів США (медіана — 34 088), а середній дохід на одну сім'ю — 70 439 доларів (медіана — 45 930). Медіана доходів становила 35 417 доларів для чоловіків та 32 604 долари для жінок. За межею бідності перебувало 23,4 % осіб, у тому числі 31,2 % дітей у віці до 18 років та 17,7 % осіб у віці 65 років та старших.
Цивільне працевлаштоване населення становило 1627 осіб. Основні галузі зайнятості: виробництво — 31,3 %, освіта, охорона здоров'я та соціальна допомога — 23,3 %, роздрібна торгівля — 9,0 %, транспорт — 5,9 %.